# Sant'Elpidio a Mare
Sant'Elpidio a Mare là một đô thị tại tỉnh Ascoli Piceno ở vùng Marche, Ý.
Đô thị này có diện tích km2, dân số là người (thời điểm)